# Inteligentni agent
U inteligenciji i veštačkoj inteligenciji, inteligentni agent (IA) je agent koji deluje na inteligentan način; On opaža svoju okolinu, samostalno preduzima akcije kako bi postigao ciljeve i može poboljšati svoje performanse učenjem ili sticanjem znanja. Inteligentni agent može biti jednostavan ili složen: termostat ili drugi kontrolni sistem se smatra primerom inteligentnog agenta, kao i ljudsko biće, i svaki sistem koji ispunjava definiciju, kao što je firma, država ili biom.
Vodeći udžbenici veštačke inteligencije definišu „veštačku inteligenciju“ kao „proučavanje i dizajn inteligentnih agenata“, što je definiciju koja smatra da je ciljno usmereno ponašanje suština inteligencije. Agenti usmereni ka cilju su takođe opisani korišćenjem termina pozajmljenog iz ekonomije, „racionalni agent“.
Agent ima „objektivnu funkciju“ koja obuhvata sve IA ciljeve. Takav agent je dizajniran da kreira i izvrši bilo koji plan koji će, po završetku, maksimizirati očekivanu vrednost funkcije cilja. Na primer, agent za podržano učenje ima „funkciju nagrađivanja“ koja omogućava programerima da oblikuju željeno ponašanje IA, dok je ponašanje evolucionog algoritma je oblikovano „funkcijom sposobnosti“.
Inteligentni agenti u veštačkoj inteligenciji su usko povezani sa agentima u ekonomiji. Verzije paradigme inteligentnih agenata se isto tako proučavaju u kognitivnoj nauci, etici, filozofiji praktičnog razuma, kao i u mnogim interdisciplinarnim socio-kognitivnim modelovanjima i kompjuterskim društvenim simulacijama.
Inteligentni agenti se često šematski opisuju kao apstraktni funkcionalni sistem sličan kompjuterskom programu. Apstraktni opisi inteligentnih agenata se nazivaju apstraktni inteligentni agenti (AIA) da bi se razlikovali od njihovih implementacija u stvarnom svetu. Autonomni inteligentni agent je dizajniran da funkcioniše u odsustvu ljudske intervencije. Inteligentni agenti su takođe blisko povezani sa softverskim agentima (autonomnim računarskim programima koji izvršavaju zadatke u ime korisnika).

## Literatura
- Domingos, Pedro (22. 9. 2015). The Master Algorithm: How the Quest for the Ultimate Learning Machine Will Remake Our World. Basic Books. ISBN 978-0465065707.
- Russell, Stuart J.; Norvig, Peter (2003), Artificial Intelligence: A Modern Approach (2nd изд.), Upper Saddle River, New Jersey: Prentice Hall, ISBN 0-13-790395-2
- Kasabov, N. (1998). „Introduction: Hybrid intelligent adaptive systems”. International Journal of Intelligent Systems. 13 (6): 453—454. S2CID 120318478. doi:10.1002/(SICI)1098-111X(199806)13:6<453::AID-INT1>3.0.CO;2-K .
- Weiss, G. (2013). Multiagent systems (2nd изд.). Cambridge, MA: MIT Press. ISBN 978-0-262-01889-0.

## Spoljašnje veze
- Coneural